# 點燃 (鎮靜-催眠藥物戒斷症狀)
因為物質戒斷而引起的點燃（英語：Kindling），是指由於停用鎮靜 - 催眠物質（如酒精和苯二氮䓬類藥物）而導致反復戒斷發作的神經系統疾病。
每次戒斷症狀發作都會產生比之前更嚴重的症狀。戒斷次數越多的人，發生非常嚴重戒斷併發症的風險會增加，甚至包括癲癇發作和死亡。長期使用γ-氨基丁酸 （GABA）化鎮靜催眠藥物會導致慢性GABA受體活性下調（參照下調與上調）以及穀氨酸過度活躍，從而導致藥物和神經遞質的敏化作用、中樞神經系統過度興奮、和興奮性中毒。

## 症狀
暴飲會導致前額葉皮質 - 皮質下和眶額葉迴路的功能改變，被認為會因此增加衝動性。經歷過反復酒精解毒的酗酒者與無法正確解讀他人的面部表情有關聯；這被認為是由於發生在杏仁核的點燃而造成神經傳遞扭曲。青少年、女性和年輕人最易由於暴飲而發生神經心理的影響。青少年時期，特別是在早期處於發育階段，此時是大腦發育的重要時期，尤其容易受到暴飲產生的神經毒性和神經認知不良的影響。
有酒精依賴問題的人，其中約有3%會在急性酒精中毒或戒斷期間出現精神疾患。與酒精有關的精神疾患可能會透過點燃機制而出現。酒精相關精神疾患的機制是由於神經元膜、基因表現、以及硫胺缺乏的扭曲。在某些情況下，透過點燃機制而致的酒精不當使用可能會發展出慢性物質誘發的精神病（例如精神分裂症）。酒精相關精神疾患的影響，包括抑鬱和自殺的風險增加，以及社會心理障礙。 
反復的急性酒精中毒之後，接著發生急性戒斷症狀，與顯著的行為變化，和大腦區域中的神經生物學改變有關聯。在許多記錄中都有證據顯示，反復酒精解毒引起的點燃與癲癇發作的頻率增加有關聯。恐懼和焦慮的增加以及認知障礙，也與因暴飲或是酗酒引起的酒精戒斷而發生的點燃有關。暴飲，或是酗酒者反復解毒所引起的損害會導致前額葉皮質的行為抑制能力喪失；前額葉皮質由皮質下系統如杏仁核所介導。這種由於腦損傷導致的行為控制能力喪失，會導致個體易於酗酒，並增加戒酒後酗酒行為復發的風險。這種腦損傷也會對情緒行為產生長期的負面影響。受損的聯想學習（參照學習#associative learning）會讓提供給酗酒者的行為療法中的操作制約效果不佳。

## 原因
暴飲會導致抑制性和興奮性氨基酸之間的失衡，以及中樞神經系統單胺神經遞質釋放的變化，從而增加神經毒性；會導致認知障礙、心理問題，並可能導致青少年和成人中長期暴飲者不可逆轉的腦損傷。患有酒精依賴的人與酗酒者類似，會發生神經遞質系統變化，這是由於戒斷期間的點燃和敏化作用所產生。會把導致酒精相關腦損傷和認知障礙所需的閾值逐漸降低，導致神經功能改變。興奮性和抑制性神經遞質系統活動的變化與邊緣系統癲癇發作，或是顳葉癲癇患者發生的變化類似。
GABAA苯二氮䓬受體複合物的適應性變化並非患者發生苯二氮䓬類藥物耐受性、依賴性、和戒斷性的唯一原因。可能也涉及其他受體複合物；尤其是興奮性穀氨酸系統。穀氨酸涉入苯二氮䓬依賴，說明長期增強作用以及神經點燃現象發生的原因。夜間使用短效的苯二氮䓬類藥物當作安眠藥，會造成反復性的急性依賴，之後又發生急性戒斷。有證據顯示，曾長期使用中樞神經系統抑制劑（例如酒精），對苯二氮䓬類藥物依賴的風險會因此增加。對藥物的耐受性通常被認為是由於受體下調所致。然而，這種假設來自從動物身上使用非常高劑量所做的研究，支持這種理論的證據相當有限。相反的，其他機制（如受體解偶聯）可能在苯二氮䓬類藥物依賴的發展中發揮更重要的作用，這情況可能導致受體的長期構象改變或受體亞基組成的改變。

## 病理生理學

### 苯二氮䓬類藥物
重複的苯二氮䓬類藥物戒斷發作所導致的神經元點燃，與重複酒精戒斷發作後的情況類似，神經興奮性因此增加。穀氨酸系統被認為在這種點燃現像中發揮重要作用，AMPA受體是穀氨酸受體的一種亞型，透過反復的苯二氮䓬類藥物戒斷而發生改變。研究人員已在動物控制焦慮和癲癇閾值的大腦區域發現AMPA受體在停藥後發生的變化。因此經過反復的戒斷，點燃會導致焦慮的嚴重程度增加和降低癲癇發作的閾值。穀氨酸系統和GABA系統的變化可能在苯二氮䓬類藥物戒斷症候群的不同時間點發揮重要作用。

### 酒精
由於暴飲引起的急性酒精中毒和急性戒斷症狀的反復發生，會引起腦損傷。根據動物研究，長期經常性的暴飲被認為比慢性（日常）酗酒更容易導致腦損傷。這是因為在暴飲後的急性戒斷症狀發生期間，伏隔核中穀氨酸的釋放會增加4到5倍，但飲酒量僅為飲者體重每公斤有3克或2克時，穀氨酸並未增加釋放。相較之下，慢性酗酒者在戒斷症狀發生時，穀氨酸的釋放只會增加2到3倍。大量釋放的穀氨酸鹽，會對其他神經遞質系統中引起連鎖反應。一些研究人員認為，慢性酗酒比暴飲對大腦產生的損害較小的原因，是這些酗酒者已經產生耐受性，而且與暴飲者不同，他們不會發生重複的急性戒斷症狀，但有也有許多酗酒者會暴飲，接著又禁酒一段時間。過量的穀氨酸釋放是已知導致神經元細胞死亡的主要原因。谷氨酸會因為興奮性毒性和氧化性穀氨酸毒性，而導致神經毒性。來自動物研究的證據顯示，有些人在基因上會對與暴飲相關的神經毒性和腦損傷更為敏感。暴飲會激活小膠質細胞，導致發炎細胞因子和介質（如腫瘤壞死因子和一氧化氮）的釋放，導致神經發炎，神經元因而受到破壞。
多項研究顯示重度暴飲者所經歷的反復急性戒斷症狀，與神經點燃導致的認知缺陷有關聯。反復戒斷導致的神經點燃被認為是導致暴飲者和酗酒者認知損傷的機制。神經點燃可解釋酗酒者的發病機制和逐漸惡化的過程，並解釋維持酗酒是試圖避開令人痛苦的急性戒斷症狀，但每次戒斷都會讓情況變得更糟。發生多次戒斷症狀與青少年的長期非語言記憶障礙，以及成年酗酒者的記憶力衰退有關。經歷過兩次或更多戒斷症狀的成年酗酒者比有過一次或沒有戒斷經驗的酗酒者顯示有較多的額葉損傷。酒精中毒點燃出現與因暴飲和隨後的戒斷症狀，導致腦損傷的機制一致。

## 診斷

### 定義
點燃指的是戒斷症狀越來越嚴重的現象，包括癲癇發作的風險增加，這是由於酒精或其他具有相關作用的鎮靜催眠藥物的反復戒斷而發生。乙醇 (酒精) 具有與苯二氮䓬類藥物非常相似的耐受和戒斷機制，涉及GABAA受體，N-甲基-D-天門冬胺酸受體（NMDA受體）、和AMPA受體, 但對點燃的研究主要是集中在酒精上。 酒精戒斷症狀發生時，焦慮和其他心理症狀也會加劇。

## 治療
如果對於酒精戒斷症候群未能提供適當治療，會導致永久性腦損傷或是死亡。
阿坎酸是種NMDA受體拮抗劑，可促進戒酒，這種藥物的作用在減少中樞神經系統中過度的穀氨酸活性，而可能減少興奮性毒性和戒斷症狀相關的腦損傷。